# Степанська волость (Рівненський повіт)
Степанська волость — адміністративно-територіальна одиниця Рівненського повіту Волинської губернії Російської імперії. Волосний центр — містечко Степань.
Наприкінці ХІХ ст. до складу волості увійшли села Казимирка та Яблунька ліквідованої Печалівської волості, натомість до складу Стидинської волості відійшли села Златолин та Тростянець.
Станом на 1885 рік складалася з 18 поселень, 14 сільських громад. Населення — 11297 осіб (5420 чоловічої статі та 5877 — жіночої), 847 дворових господарства.
Основні поселення волості:
- Степань — колишнє власницьке містечко при річці Горинь за 75 верст від повітового міста, 1250 осіб, 300 дворів; волосне правління; 3 православних церкви, костел, кладовищенська католицька каплиця, синагога, 2 єврейських молитовних будинки, богадільня, 41 лавка, базар по неділях, ярмарок. За 7 верст — смоляний завод.
- Велике Вербче — колишнє власницьке село, 475 осіб, 60 дворів, православна церква, школа, постоялий будинок, водяний млин.
- Золотолин — колишнє власницьке село при річці Горинь, 501 особа, 70 дворів, православна церква, постоялий будинок, водяний млин.
- Колонія — колишнє власницьке село при річці Горинь, 190 осіб, 50 дворів, постоялий будинок, пивоварний завод.
- Корост — колишнє власницьке село при річці Горинь, 830 осіб, 70 дворів, постоялий будинок, водяний млин.
- Кричильськ — колишнє власницьке село при річці Горинь, 1076 осіб, 130 дворів, православна церква, 2 постоялих будинки, 2 водяних млини, смоляний завод.
- Мале Вербче — колишнє власницьке село, 406 осіб, 50 дворів, постоялий будинок, водяний млин, винокурний завод.
- Тростянець — колишнє власницьке село, 252 особи, 25 дворів, православна церква, постоялий будинок, водяний млин.

## У складі Польщі
Після окупації Волині поляками волость називали ґміна Степань і включили до Рівненського повіту Поліського воєводства Польської республіки. Центром ґміни було містечко Степань.
1 січня 1925 р. ґміну Степань включено до новоутвореного Костопільського повіту.
1 липня 1926 року вилучені зі Степанської ґміни Костопільського повіту колонії Ост і Фільварок та приєднані до Неновицької ґміни Сарненського повіту.
Польською окупаційною владою на території ґміни інтенсивно велася державна програма будівництва польських колоній і заселення поляками. На 1936 рік ґміна складалася з 24 громад:
1. Борок — колонія: Борок та хутори: Града і Осевичі;
2. Бутейки — село: Бутейки та гаївка: Ясенок;
3. Гута Степанська — село: Гута Степанська та хутори: Висока Хвойна і Закустя;
4. Ільник Великий — колонія: Ільник Великий;
5. Ільник Малий — колонія: Ільник Малий;
6. Яблунька — село: Яблунька та урочище: Пішкова;
7. Колонія — село: Колонія та урочища: Каменюха, Ріжкова і Сучина;
8. Казимирка — село: Казимирка, хутори: Чорниці, Ляда, Новосілки, Осова, Підгірник і Підсукач, гаївка: Дубина та урочище: Града;
9. Комарівка — село: Комарівка, урочища: Борок і Смолярня Стара та гаївка: Помірки;
10. Корост — село: Корост, хутори: Корост Старий і Острогонець та урочища: Ординки і Ост;
11. Кричильськ — село: Кричильськ, урочище: Безодня та хутори: Корне, Крушина, Поляна, Рихта і Запілля;
12. Мельниця — колонії: Мельниця Мала і Мельниця Велика, гаївка: Кошари та хутір: Сергієве;
13. Островки — колонія: Островки та хутори: Конотопи, Ліски і Виходи;
14. Переспа — колонія: Переспа;
15. Сідлисько — колонії: Сідлисько, Зівка Нова і Зівка Стара та урочища: Вали, Вирачків Огрод і Ракова Шия;
16. Степань — містечко: Степань;
17. Степань — село: Степань, військове селище: Батори, колонія: Двірець і Погулянка, хутори: Новина, Ситниця і Труди та фільварок: Труди;
18. Темне — колонія: Темне, урочище: Лосьове Кубло та хутір: Стиртки;
19. Угли — колонія: Угли, гаївки: Дівочий Брід і Ости, лісничівка: Графський Курінь, хутори: Неклюквин і Убереж та залізнична станція: Немовичі;
20. Вербче Велике — село: Вербче Велике, хутори: Броди і Залісся та урочища: Острів Липний, Підплецик і Примищі;
21. Вербче Мале — село: Вербче Мале, хутір: Острівець, урочище: Падищі та військове селище: Вербче;
22. Волоша — село: Волоша та хутори: Антонова, Острів, Смолярня Нова, Велика Нива і Вутятина;
23. Вирка — колонія: Вирка, урочище: Карабелля та хутір: Обозяни.

17 січня 1940 р. ґміну ліквідували через утворення Степанського району.